# Western Connecticut State University
Western Connecticut State University (WCSU), ook wel Western of WestConn genoemd, is een openbare universiteit in Danbury, Connecticut. De universiteit werd opgericht in 1903 en startte als een lerarenopleiding.

## Opleidingen
- Ancell School of Business
- School of Arts and Sciences
- School of Visual and Performing Arts
- School of Professional Studies
- Division of Graduate Studies